# Linie Fraunhofera

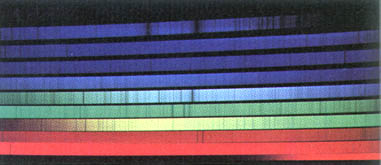
Linie Fraunhofera

Linie Fraunhofera – zestaw linii spektralnych, które otrzymały swoją nazwę po niemieckim fizyku Josephie von Fraunhoferze (1787-1826). Linie te były pierwotnie obserwowane jako ciemne kształty w optycznym widmie Słońca.
Angielski chemik William Hyde Wollaston w 1802 roku był pierwszą osobą, która zauważyła pewne ciemne struktury w widmie słonecznym. W 1814 r. Fraunhofer niezależnie odkrył te linie za pomocą pryzmatu i rozpoczął ich systematyczną analizę oraz dokładne pomiary długości fal im odpowiadających. W sumie stwierdził istnienie ponad 570 linii i nazwał podstawowe linie literami od A do K, zaś słabsze – pozostałymi literami alfabetu.
Gustav Kirchhoff i Robert Bunsen odkryli później, że każdy pierwiastek chemiczny jest związany z zestawem linii spektralnych i wydedukowali, że ciemne linie widoczne w widmie Słońca są spowodowane przez pierwiastki, które znajdują się w wyższych warstwach tej gwiazdy. Jednak niektóre z zaobserwowanych struktur były wynikiem absorpcji promieniowania przez tlen cząsteczkowy w atmosferze ziemskiej.
Poniższa tabela przedstawia najważniejsze linie Fraunhofera i pierwiastki, z którymi one są związane:
| Nazwa | Pierwiastek | Długość fali [nm] |
| ----- | ----------- | ----------------- |
| y     | O2          | 898,765           |
| Z     | O2          | 822,696           |
| A     | O2          | 759,370           |
| B     | O2          | 686,719           |
| C     | H α         | 656,281           |
| a     | O2          | 627,661           |
| D1    | Na          | 589,594           |
| D2    | Na          | 588,997           |
| D3    | He          | 587,565           |
| E2    | Fe          | 527,039           |
| b1    | Mg          | 518,362           |
| b2    | Mg          | 517,270           |
| b3    | Fe          | 516,891           |
| b4    | Fe          | 516,751           |
| b4    | Mg          | 516,733           |

| Nazwa | Pierwiastek | Długość fali [nm] |
| ----- | ----------- | ----------------- |
| c     | Fe          | 495,761           |
| F     | H β         | 486,134           |
| d     | Fe          | 466,814           |
| e     | Fe          | 438,355           |
| G'    | H γ         | 434,047           |
| G     | Fe          | 430,790           |
| G     | Ca          | 430,774           |
| h     | H δ         | 410,175           |
| H     | Ca+         | 396,847           |
| K     | Ca+         | 393,368           |
| L     | Fe          | 382,044           |
| N     | Fe          | 358,121           |
| P     | Ti+         | 336,112           |
| T     | Fe          | 302,108           |
| t     | Ni          | 299,444           |

Linie Fraunhofera: C, F, G', h są to odpowiednio linie emisyjne alfa, beta, gamma i delta z serii Balmera wodoru. Obecnie nazwą Linie Fraunhofera określa się także prążki leżące poza widzialną częścią światła (ultrafiolet, podczerwień), a powodowane przez to samo zjawisko.
Z powodu dobrze określonych długości fali linii Fraunhofera, są one często używane do charakteryzowania przenikalności elektrycznej i magnetycznej, jak i dyspersyjnych własności danego materiału optycznego.